# Collegio-seminario minore di Santa Maria a Pollegio
Il collegio-seminario minore di Santa Maria a Pollegio, nella bassa Leventina, fondato dall'arcivescovo di Milano, ora appartiene alla diocesi di Lugano.
La sua costruzione ha inizio nel 1596 e il 15 agosto 1622 se ne tiene l'inaugurazione ufficiale da parte dell'arcivescovo Federico Borromeo. Fra il 1673 ed il 1682 il seminario rimase chiuso in seguito ai danni causati da un'alluvione dei fiumi Brenno e Ticino; un secondo periodo di chiusura si ebbe fra il 1787 ed il 1796. Nel 1851 il seminario di Pollegio venne statalizzato e trasformato in ginnasio laico dal Consiglio di Stato della Repubblica e Cantone Ticino. Nel 1873 e per i successivi 5 anni funziona come Scuola Magistrale del Canton Ticino.
A partire dal 1882 l'edificio ospita nuovamente il seminario diocesano.